# 小行星9982
小行星9982（英語：9982）是一颗围绕太阳公转的小行星。1995年2月1日，小林隆男在大泉天文台发现了此天体。
这颗小行星的绝对星等为294.8629780042269等。